# Mistrzostwa Świata w Łyżwiarstwie Figurowym 2022
Mistrzostwa świata w łyżwiarstwie figurowym 2022 – zawody rangi mistrzowskiej w łyżwiarstwie figurowym, które odbyły się od 21 do 27 marca 2022 w hali Sud de France Arena w Montpellier.
1 marca 2022 roku, ze względu na inwazję Rosji na Ukrainę, Międzynarodowa Unia Łyżwiarska (ISU) wykluczyła zawodników i oficjeli z Rosji oraz Białorusi ze wszystkich międzynarodowych zawodów sportowych. Tym samym ISU dołączyła do innych federacji sportowych w ramach zmasowanych sankcji zachodu względem Rosji (i otwarcie wspierającej ją Białorusi), która rozpoczęła atak militarny na Ukrainę w lutym 2022 roku.
Mistrzem świata w konkurencji solistów został Japończyk Shōma Uno, zaś mistrzynią w konkurencji solistek jego rodaczka Kaori Sakamoto. W parach sportowych triumfowali Amerykanie Alexa Knierim i Brandon Frazier dla których był to pierwszy tytuł mistrzowski po zaledwie dwóch sezonach wspólnej jazdy. W parach tanecznych swój piąty tytuł wywalczyli Francuzi Gabriella Papadakis i Guillaume Cizeron.

## Kwalifikacje
Zgodnie z dotychczasowym regulaminem, w mistrzostwach świata mogli brać udział zawodnicy z państw należących do Międzynarodowej Unii Łyżwiarskiej (ISU), którzy ukończyli 15 lat przed dniem 1 lipca roku poprzedzającego mistrzostwa. Każde państwo może był reprezentowane przez maksymalnie trzech zawodników/par w każdej z konkurencji. Warunkiem uczestnictwa zawodników wytypowanych przez krajową federację jest uzyskanie minimalnej oceny technicznej (TES) na międzynarodowych zawodach pod patronatem ISU w sezonie bieżącym lub poprzednim. Punkty za oba programy mogą być zdobyte na różnych zawodach. Międzynarodowa Unia Łyżwiarska akceptuje wyniki, jeśli zostały uzyskane podczas zawodów międzynarodowych uznawanych przez ISU. Minimalna ocena techniczna musi zostać osiągnięta co najmniej 21 dni przed pierwszym oficjalnym dniem treningowym mistrzostw.
| Minimalna ocena techniczna (TES) | Minimalna ocena techniczna (TES) | Minimalna ocena techniczna (TES) |
| Konkurencja                      | SP / RD                          | FS / FD                          |
| -------------------------------- | -------------------------------- | -------------------------------- |
| Soliści                          | 34                               | 64                               |
| Solistki                         | 30                               | 51                               |
| Pary sportowe                    | 27                               | 44                               |
| Pary taneczne                    | 33                               | 47                               |

| Liczba zawodników | Soliści                                                              | Solistki                                                             | Pary sportowe                                  | Pary taneczne                                                       |
| ----------------- | -------------------------------------------------------------------- | -------------------------------------------------------------------- | ---------------------------------------------- | ------------------------------------------------------------------- |
| 3                 | Stany Zjednoczone · Japonia · Federacja Łyżwiarstwa Figurowego Rosji | Federacja Łyżwiarstwa Figurowego Rosji · Stany Zjednoczone · Japonia | Federacja Łyżwiarstwa Figurowego Rosji · Chiny | Federacja Łyżwiarstwa Figurowego Rosji · Stany Zjednoczone · Kanada |
| 2                 | Kanada · Francja · Korea Południowa · Włochy                         | Belgia · Austria · Korea Południowa                                  | Kanada · Stany Zjednoczone · Włochy · Japonia  | Włochy · Wielka Brytania                                            |
| 1                 | Pozostałe kraje                                                      | Pozostałe kraje                                                      | Pozostałe kraje                                | Pozostałe kraje                                                     |

### Zmiany na listach startowych
| Data     | Konkurencja   | Wycofali się                                    | Zakwalifikowano                            | Powód                                   | Źr.   |
| -------- | ------------- | ----------------------------------------------- | ------------------------------------------ | --------------------------------------- | ----- |
| 1 marca  | Soliści       | Yuzuru Hanyū                                    | Kao Miura                                  | Kontuzja kostki                         | [ 4 ] |
| 2 marca  | Solistki      | —                                               | Loena Hendrickx                            | Pomyłka federacji                       | [ 5 ] |
| 2 marca  | Pary sportowe | Kirsten Moore-Towers / Michael Marinaro         | Evelyn Walsh / Trennt Michaud              |                                         |       |
| 3 marca  | Soliści       | Larry Loupolover                                | —                                          |                                         |       |
| 3 marca  | Pary taneczne | Natalia Kaliszek / Maksym Spodyriew             | Anastasija Polibina / Pawieł Gołowisznikow | COVID-19                                | [ 6 ] |
| 8 marca  | Soliści       | Georgii Reshtenko                               | —                                          |                                         |       |
| 12 marca | Pary sportowe | Anastasija Mietiołkina / Daniił Parkman         | Karina Safina / Łuka Bieruława             |                                         |       |
| 12 marca | Pary taneczne | Marija Nosowicka / Michaił Nosowicki            | Shira Ichilov / Wołodymyr Bielikow         |                                         |       |
| 13 marca | Soliści       | Slavik Hayrapetyan                              | —                                          |                                         |       |
| 14 marca | Solistki      | Anastasija Szabotowa                            | —                                          |                                         |       |
| 14 marca | Pary sportowe | Jelizaveta Žuková / Martin Bidař                | —                                          | Kontuzja kostki (Žuková)                | [ 7 ] |
| 16 marca | Soliści       | Nathan Chen                                     | Camden Pulkinen                            | Kontuzja                                | [ 8 ] |
| 17 marca | Soliści       | Kao Miura                                       | Kazuki Tomono                              | Kontuzja lewego mięśnia czworogłowego   |       |
| 17 marca | Solistki      | Kim Ye-lim                                      | Lee Hae-in                                 | COVID-19                                |       |
| 21 marca | Soliści       | Michaił Szajdorow                               | —                                          | Wiza odrzucona przez francuską ambasadę |       |
| 21 marca | Soliści       | Lukas Britschgi                                 | —                                          | COVID-19                                |       |
| 21 marca | Pary sportowe | Sara Conti / Niccolò Macii                      | —                                          | COVID-19 (Macii)                        |       |
| 21 marca | Pary taneczne | Jennifer van Rensburg / Benjamin Steffan        | —                                          | COVID-19 (Steffan)                      |       |
| 22 marca | Pary sportowe | Anastasija Gołubiewa / Hektor Giotopoulos Moore | —                                          |                                         |       |
| 22 marca | Pary sportowe | Rebecca Ghilardi / Filippo Ambrosini            | —                                          | COVID-19 (Ghilardi)                     |       |

## Terminarz
| Data     | Godzina   | Konkurencja   | Segment          |
| -------- | --------- | ------------- | ---------------- |
| 23 marca | 11:10 CET | Solistki      | Program krótki   |
| 23 marca | 18:30 CET | Pary sportowe | Program krótki   |
| 24 marca | 11:30 CET | Soliści       | Program krótki   |
| 24 marca | 19:16 CET | Pary sportowe | Program dowolny  |
| 25 marca | 11:00 CET | Pary taneczne | Taniec rytmiczny |
| 25 marca | 18:00 CET | Solistki      | Program dowolny  |
| 26 marca | 10:55 CET | Soliści       | Program dowolny  |
| 26 marca | 17:05 CET | Pary taneczne | Taniec dowolny   |

## Klasyfikacja medalowa
| Lp. | Reprezentacja     | Złoto | Srebro | Brąz | Razem |
| --- | ----------------- | ----- | ------ | ---- | ----- |
| 1   | Japonia           | 2     | 2      | 0    | 4     |
| 2   | Stany Zjednoczone | 1     | 1      | 3    | 5     |
| 3   | Francja           | 1     | 0      | 0    | 1     |
| 4   | Belgia            | 0     | 1      | 0    | 1     |
| 5   | Kanada            | 0     | 0      | 1    | 1     |

## Rekordy świata
| Rekordy świata (GOE±5) na moment rozpoczęcia zawodów (stan na 23 marca 2022): | Rekordy świata (GOE±5) na moment rozpoczęcia zawodów (stan na 23 marca 2022): | Rekordy świata (GOE±5) na moment rozpoczęcia zawodów (stan na 23 marca 2022): | Rekordy świata (GOE±5) na moment rozpoczęcia zawodów (stan na 23 marca 2022): | Rekordy świata (GOE±5) na moment rozpoczęcia zawodów (stan na 23 marca 2022): | Rekordy świata (GOE±5) na moment rozpoczęcia zawodów (stan na 23 marca 2022): |
| Konkurencja                                                                   | Segment                                                                       | Zawodnicy                                                                     | Punkty                                                                        | Zawody                                                                        | Data                                                                          |
| ----------------------------------------------------------------------------- | ----------------------------------------------------------------------------- | ----------------------------------------------------------------------------- | ----------------------------------------------------------------------------- | ----------------------------------------------------------------------------- | ----------------------------------------------------------------------------- |
| Soliści                                                                       | Nota łączna                                                                   | Nathan Chen                                                                   | 335,30                                                                        | Finał Grand Prix 2019                                                         | 7 grudnia 2019                                                                |
| Soliści                                                                       | Program dowolny                                                               | Nathan Chen                                                                   | 224,92                                                                        | Finał Grand Prix 2019                                                         | 7 grudnia 2019                                                                |
| Soliści                                                                       | Program krótki                                                                | Nathan Chen                                                                   | 113,97                                                                        | Zimowe igrzyska olimpijskie 2022                                              | 10 lutego 2020                                                                |
| Solistki                                                                      | Nota łączna                                                                   | Kamiła Walijewa                                                               | 272,71                                                                        | Rostelecom Cup 2021                                                           | 27 listopada 2021                                                             |
| Solistki                                                                      | Program dowolny                                                               | Kamiła Walijewa                                                               | 185,29                                                                        | Rostelecom Cup 2021                                                           | 27 listopada 2021                                                             |
| Solistki                                                                      | Program krótki                                                                | Kamiła Walijewa                                                               | 90,45                                                                         | Mistrzostwa Europy 2022                                                       | 13 stycznia 2022                                                              |
| Pary sportowe                                                                 | Nota łączna                                                                   | Sui Wenjing / Han Cong                                                        | 239,88                                                                        | Zimowe igrzyska olimpijskie 2022                                              | 19 lutego 2022                                                                |
| Pary sportowe                                                                 | Program dowolny                                                               | Anastasija Miszyna / Aleksandr Gallamow                                       | 157,46                                                                        | Mistrzostwa Europy 2022                                                       | 13 stycznia 2022                                                              |
| Pary sportowe                                                                 | Program krótki                                                                | Sui Wenjing / Han Cong                                                        | 84,41                                                                         | Zimowe igrzyska olimpijskie 2022                                              | 18 lutego 2022                                                                |
| Pary taneczne                                                                 | Nota łączna                                                                   | Gabriella Papadakis / Guillaume Cizeron                                       | 226,98                                                                        | Zimowe igrzyska olimpijskie 2022                                              | 14 lutego 2022                                                                |
| Pary taneczne                                                                 | Taniec dowolny                                                                | Gabriella Papadakis / Guillaume Cizeron                                       | 135,82                                                                        | World Team Trophy 2019                                                        | 12 kwietnia 2019                                                              |
| Pary taneczne                                                                 | Taniec rytmiczny                                                              | Gabriella Papadakis / Guillaume Cizeron                                       | 90,87                                                                         | Zimowe igrzyska olimpijskie 2022                                              | 12 lutego 2022                                                                |

W trakcie zawodów ustanowiono następujące rekordy świata (GOE±5):
| Segment          | Zawodnicy                               | Rekord [pkt] | Zmiana o [pkt] | Data          |
| ---------------- | --------------------------------------- | ------------ | -------------- | ------------- |
| Nota łączna      | Gabriella Papadakis / Guillaume Cizeron | 229,82       | (+2,84)        | 26 marca 2022 |
| Taniec dowolny   | Gabriella Papadakis / Guillaume Cizeron | 137,09       | (+1,27)        | 26 marca 2022 |
| Taniec rytmiczny | Gabriella Papadakis / Guillaume Cizeron | 92,73        | (+1,86)        | 25 marca 2022 |

## Wyniki

### Soliści
| Poz.                                 | Zawodnik                     | Reprezentacja     | Nota łączna | SP  | SP     | FS  | FS     |
| ------------------------------------ | ---------------------------- | ----------------- | ----------- | --- | ------ | --- | ------ |
| 1                                    | Shōma Uno                    | Japonia           | 312,48      | 1   | 109,63 | 1   | 202,85 |
| 2                                    | Yuma Kagiyama                | Japonia           | 297,60      | 2   | 105,69 | 2   | 191,91 |
| 3                                    | Vincent Zhou                 | Stany Zjednoczone | 277,38      | 6   | 95,84  | 4   | 181,54 |
| 4                                    | Moris Kwitiełaszwili         | Gruzja            | 272,03      | 7   | 92,61  | 5   | 179,42 |
| 5                                    | Camden Pulkinen              | Stany Zjednoczone | 271,69      | 12  | 89,50  | 3   | 182,19 |
| 6                                    | Kazuki Tomono                | Japonia           | 269,37      | 3   | 101,12 | 8   | 168,25 |
| 7                                    | Daniel Grassl                | Włochy            | 266,66      | 5   | 97,62  | 7   | 169,04 |
| 8                                    | Adam Siao Him Fa             | Francja           | 266,12      | 10  | 90,97  | 6   | 175,15 |
| 9                                    | Ilia Malinin                 | Stany Zjednoczone | 263,79      | 4   | 100,16 | 11  | 163,63 |
| 10                                   | Matteo Rizzo                 | Włochy            | 255.75      | 8   | 91,67  | 10  | 164,07 |
| 11                                   | Kévin Aymoz                  | Francja           | 245,46      | 15  | 85,62  | 12  | 160,20 |
| 12                                   | Roman Sadovsky               | Kanada            | 245,36      | 18  | 80,54  | 9   | 164,82 |
| 13                                   | Deniss Vasiļjevs             | Łotwa             | 243,00      | 11  | 90,95  | 14  | 152,05 |
| 14                                   | Keegan Messing               | Kanada            | 235,03      | 9   | 91,18  | 17  | 143,85 |
| 15                                   | Michaił Selevko              | Estonia           | 234,72      | 20  | 78,85  | 13  | 155,87 |
| 16                                   | Władimir Litwincew           | Azerbejdżan       | 233,62      | 14  | 85,53  | 15  | 147,79 |
| 17                                   | Maurizio Zandron             | Austria           | 228,27      | 16  | 83,10  | 16  | 145,17 |
| 18                                   | Lee Si-hyeong                | Korea Południowa  | 225,06      | 13  | 86,35  | 18  | 138,71 |
| 19                                   | Nikolaj Majorov              | Szwecja           | 216,45      | 19  | 79,36  | 20  | 137,09 |
| 20                                   | Graham Newberry              | Wielka Brytania   | 210,40      | 21  | 74,92  | 21  | 135,48 |
| 21                                   | Tomàs-Llorenç Guarino Sabaté | Hiszpania         | 208,95      | 24  | 71,42  | 19  | 137,53 |
| 22                                   | Nikita Starostin             | Niemcy            | 205,72      | 23  | 73,79  | 22  | 131,93 |
| 23                                   | Iwan Szmuratko               | Ukraina           | 196.65      | 22  | 73,99  | 23  | 122,66 |
| WD                                   | Cha Jun-hwan                 | Korea Południowa  | DNF         | 17  | 82,43  | DNS | DNS    |
| Nie awansowali do programu dowolnego |                              |                   |             |     |        |     |        |
| 25                                   | Mark Gorodnitsky             | Izrael            | NQ          | 25  | 69,70  | NQ  | NQ     |
| 26                                   | Adam Hagara                  | Słowacja          | NQ          | 26  | 60,92  | NQ  | NQ     |
| 27                                   | Władimir Samojłow            | Polska            | NQ          | 27  | 60,71  | NQ  | NQ     |
| 28                                   | Burak Demirboğa              | Turcja            | NQ          | 28  | 52,86  | NQ  | NQ     |
| 29                                   | Aleksandr Vlasenko           | Węgry             | NQ          | 29  | 51,10  | NQ  | NQ     |
| WD                                   | Donovan Carrillo             | Meksyk            | DNS         | DNS | DNS    | DNS | DNS    |

### Solistki
| Poz.                                 | Zawodniczka          | Reprezentacja     | Nota łączna | SP | SP    | FS | FS     |
| ------------------------------------ | -------------------- | ----------------- | ----------- | -- | ----- | -- | ------ |
| 1                                    | Kaori Sakamoto       | Japonia           | 236,09      | 1  | 80,32 | 1  | 155,77 |
| 2                                    | Loena Hendrickx      | Belgia            | 217,70      | 2  | 75,00 | 2  | 142,70 |
| 3                                    | Alysa Liu            | Stany Zjednoczone | 211,19      | 5  | 71,91 | 3  | 139,28 |
| 4                                    | Mariah Bell          | Stany Zjednoczone | 208,66      | 3  | 72,55 | 4  | 136,11 |
| 5                                    | You Young            | Korea Południowa  | 204,91      | 4  | 72,08 | 6  | 132,83 |
| 6                                    | Anastasija Gubanowa  | Gruzja            | 196,61      | 14 | 62,59 | 5  | 134,02 |
| 7                                    | Lee Hae-in           | Korea Południowa  | 196,55      | 11 | 64,16 | 7  | 132,39 |
| 8                                    | Karen Chen           | Stany Zjednoczone | 192,51      | 8  | 66,16 | 8  | 126,35 |
| 9                                    | Jekatierina Riabowa  | Azerbejdżan       | 188,50      | 9  | 65,52 | 11 | 122,98 |
| 10                                   | Nicole Schott        | Niemcy            | 188,42      | 6  | 67,77 | 14 | 120,65 |
| 11                                   | Wakaba Higuchi       | Japonia           | 188,15      | 7  | 67,03 | 12 | 121,12 |
| 12                                   | Madeline Schizas     | Kanada            | 188,14      | 10 | 64,20 | 10 | 123,94 |
| 13                                   | Jekatierina Kurakowa | Polska            | 186,43      | 16 | 61,92 | 9  | 124,51 |
| 14                                   | Olha Mikutina        | Austria           | 182,98      | 15 | 62,14 | 13 | 120,84 |
| 15                                   | Mana Kawabe          | Japonia           | 182,44      | 12 | 63,68 | 15 | 118,76 |
| 16                                   | Niina Petrõkina      | Estonia           | 176,60      | 17 | 60,24 | 16 | 116,36 |
| 17                                   | Lindsay van Zundert  | Holandia          | 171,39      | 18 | 58,49 | 17 | 112,90 |
| 18                                   | Julia Sauter         | Rumunia           | 170,31      | 19 | 58,07 | 18 | 112,24 |
| 19                                   | Alexia Paganini      | Szwajcaria        | 170,02      | 13 | 63,09 | 19 | 106,93 |
| 20                                   | Lara Naki Gutmann    | Włochy            | 164,39      | 20 | 57,92 | 20 | 106,47 |
| 21                                   | Josefin Taljegård    | Szwecja           | 163,24      | 21 | 57,52 | 21 | 105,72 |
| 22                                   | Kailani Craine       | Australia         | 161,75      | 22 | 56,64 | 22 | 105,11 |
| 23                                   | Natasha McKay        | Wielka Brytania   | 159,27      | 24 | 55,71 | 23 | 103,56 |
| 24                                   | Daša Grm             | Słowenia          | 147,12      | 23 | 55,82 | 24 | 91,30  |
| Nie awansowały do programu dowolnego |                      |                   |             |    |       |    |        |
| 25                                   | Jenni Saarinen       | Finlandia         | NQ          | 25 | 55,30 | NQ | NQ     |
| 26                                   | Ting Tzu-Han         | Chińskie Tajpej   | NQ          | 26 | 55,24 | NQ | NQ     |
| 27                                   | Eliška Březinová     | Czechy            | NQ          | 27 | 55,07 | NQ | NQ     |
| 28                                   | Alеksandra Fеjgin    | Bułgaria          | NQ          | 28 | 55,01 | NQ | NQ     |
| 29                                   | Léa Serna            | Francja           | NQ          | 29 | 54,30 | NQ | NQ     |
| 30                                   | Marilena Kitromilis  | Cypr              | NQ          | 30 | 53,32 | NQ | NQ     |
| 31                                   | Júlia Láng           | Węgry             | NQ          | 31 | 47,93 | NQ | NQ     |
| 32                                   | Stefanie Pesendorfer | Austria           | NQ          | 32 | 47,23 | NQ | NQ     |
| 33                                   | Anete Lāce           | Łotwa             | NQ          | 33 | 44,60 | NQ | NQ     |

### Pary sportowe
| Poz. | Zawodnicy                             | Reprezentacja     | Nota łączna | SP | SP    | FS  | FS     |
| ---- | ------------------------------------- | ----------------- | ----------- | -- | ----- | --- | ------ |
| 1    | Alexa Knierim / Brandon Frazier       | Stany Zjednoczone | 221,09      | 1  | 76,88 | 1   | 144,21 |
| 2    | Riku Miura / Ryuichi Kihara           | Japonia           | 199,55      | 3  | 71,58 | 3   | 127,97 |
| 3    | Vanessa James / Eric Radford          | Kanada            | 197,32      | 5  | 66,54 | 2   | 130,78 |
| 4    | Karina Safina / Łuka Bieruława        | Gruzja            | 191,74      | 4  | 67,36 | 4   | 124,38 |
| 5    | Minerva Fabienne Hase / Nolan Seegert | Niemcy            | 189,61      | 6  | 66,29 | 5   | 123,32 |
| 6    | Evelyn Walsh / Trennt Michaud         | Kanada            | 176,02      | 8  | 60,28 | 6   | 115,74 |
| 7    | Miriam Ziegler / Severin Kiefer       | Austria           | 166,68      | 7  | 60,79 | 7   | 105,89 |
| 8    | Camille Kowalew / Pawieł Kowalew      | Francja           | 153,73      | 9  | 50,95 | 8   | 102,78 |
| 9    | Darja Daniłowa / Michel Tsiba         | Holandia          | 148,55      | 11 | 49,52 | 9   | 99,03  |
| 10   | Zoe Jones / Christopher Boyadji       | Wielka Brytania   | 144,24      | 10 | 49,67 | 10  | 94,57  |
| 11   | Dorota Broda / Pedro Betegón Martín   | Hiszpania         | 133,58      | 12 | 48,66 | 11  | 84,92  |
| 12   | Hailey Kops / Jewgieni Krasnopolski   | Izrael            | 126,45      | 14 | 44,45 | 12  | 82,00  |
| WD   | Ashley Cain-Gribble / Timothy LeDuc   | Stany Zjednoczone | DNF         | 2  | 75,85 | DNF | DNF    |
| WD   | Sofija Holiczenko / Artem Darenskij   | Ukraina           | DNF         | 13 | 44,95 | DNS | DNS    |

### Pary taneczne
Wzorem tańca rytmicznego był Midnight Blues.	
| Poz.                              | Zawodnicy                                       | Reprezentacja        | Nota łączna | RD | RD       | FD  | FD        |
| --------------------------------- | ----------------------------------------------- | -------------------- | ----------- | -- | -------- | --- | --------- |
| 1                                 | Gabriella Papadakis / Guillaume Cizeron         | Francja              | 229,82 WR   | 1  | 92,73 WR | 1   | 137,09 WR |
| 2                                 | Madison Hubbell / Zachary Donohue               | Stany Zjednoczone    | 222,39      | 2  | 89,72    | 2   | 132,67    |
| 3                                 | Madison Chock / Evan Bates                      | Stany Zjednoczone    | 216,83      | 3  | 87,51    | 3   | 129,32    |
| 4                                 | Charlène Guignard / Marco Fabbri                | Włochy               | 209,92      | 4  | 84,22    | 4   | 125,70    |
| 5                                 | Piper Gilles / Paul Poirier                     | Kanada               | 202,70      | 5  | 80,79    | 5   | 121,91    |
| 6                                 | Lilah Fear / Lewis Gibson                       | Wielka Brytania      | 198,17      | 7  | 78,89    | 6   | 119,28    |
| 7                                 | Olivia Smart / Adrián Díaz                      | Hiszpania            | 194,63      | 6  | 79,40    | 7   | 115,23    |
| 8                                 | Kaitlin Hawayek / Jean-Luc Baker                | Stany Zjednoczone    | 191,61      | 9  | 76,56    | 8   | 115,05    |
| 9                                 | Laurence Fournier Beaudry / Nikolaj Sørensen    | Kanada               | 188,54      | 8  | 78,29    | 9   | 110,25    |
| 10                                | Allison Reed / Saulius Ambrulevičius            | Litwa                | 180,21      | 10 | 74,06    | 11  | 106,15    |
| 11                                | Marjorie Lajoie / Zachary Lagha                 | Kanada               | 178,84      | 13 | 70,39    | 10  | 108,45    |
| 12                                | Juulia Turkkila / Matthias Versluis             | Finlandia            | 175,95      | 12 | 71,88    | 12  | 104,07    |
| 13                                | Natálie Taschlerová / Filip Taschler            | Czechy               | 172,23      | 11 | 72,55    | 14  | 99,68     |
| 14                                | Tina Garabedian / Simon Proulx-Sénécal          | Armenia              | 170,32      | 14 | 68,50    | 13  | 101,82    |
| 15                                | Marija Kazakowa / Gieorgij Riewija              | Gruzja               | 165,38      | 17 | 66,76    | 15  | 98,62     |
| 16                                | Kana Muramoto / Daisuke Takahashi               | Japonia              | 164,25      | 15 | 67,77    | 16  | 96,48     |
| 17                                | Sasha Fear / George Waddell                     | Wielka Brytania      | 160,05      | 18 | 66,69    | 18  | 93,36     |
| 18                                | Holly Harris / Jason Chan                       | Australia            | 159,92      | 19 | 64,91    | 17  | 95,01     |
| 19                                | Solène Mazingue / Marko Gaidajenko              | Estonia              | 149,04      | 20 | 63,97    | 19  | 85,07     |
| WD                                | Ołeksandra Nazarowa / Maksym Nikitin            | Ukraina              | DNF         | 16 | 67,70    | DNS | DNS       |
| Nie awansowali do tańca dowolnego |                                                 |                      |             |    |          |     |           |
| 21                                | Shira Ichilov / Wołodymyr Bielikow              | Izrael               | NQ          | 21 | 62,57    | NQ  | NQ        |
| 22                                | Marija Ignatjewa / Danijil Szemko               | Węgry                | NQ          | 22 | 62,12    | NQ  | NQ        |
| 23                                | Jasmine Tessari / Stéphane Walker               | Szwajcaria           | NQ          | 23 | 60,75    | NQ  | NQ        |
| 24                                | Charlotte Lafond-Fournier / Richard Kang-in Kam | Nowa Zelandia        | NQ          | 24 | 59,45    | NQ  | NQ        |
| 25                                | Mária Sofia Pucherová / Nikita Łysak            | Słowacja             | NQ          | 25 | 58,27    | NQ  | NQ        |
| 26                                | Carolina Moscheni / Francesco Fioretti          | Włochy               | NQ          | 26 | 58,22    | NQ  | NQ        |
| 27                                | Jekatierina Mitrofanowa / Władisław Kasiński    | Bośnia i Hercegowina | NQ          | 27 | 55,01    | NQ  | NQ        |
| 28                                | Anastasija Polibina / Pawieł Gołowisznikow      | Polska               | NQ          | 28 | 50,73    | NQ  | NQ        |
| 29                                | Jekatierina Kuzniecowa / Ołeksandr Kołosowski   | Azerbejdżan          | NQ          | 29 | 49,14    | NQ  | NQ        |
| 30                                | Aurelija Ipolito / Luke Russell                 | Łotwa                | NQ          | 30 | 46,00    | NQ  | NQ        |
| 31                                | Gauchar Nauryzowa / Boyisangur Datijew          | Kazachstan           | NQ          | 31 | 45,87    | NQ  | NQ        |

## Medaliści

### Nota łączna
Medaliści mistrzostw po zsumowaniu punktów za oba programy/tańce w poszczególnych konkurencjach:	
| Konkurencja   | Złoto                                   | Srebro                            | Brąz                         |
| Soliści       | Shōma Uno                               | Yuma Kagiyama                     | Vincent Zhou                 |
| Solistki      | Kaori Sakamoto                          | Loena Hendrickx                   | Alysa Liu                    |
| Pary sportowe | Alexa Knierim / Brandon Frazier         | Riku Miura / Ryuichi Kihara       | Vanessa James / Eric Radford |
| Pary taneczne | Gabriella Papadakis / Guillaume Cizeron | Madison Hubbell / Zachary Donohue | Madison Chock / Evan Bates   |

### Program/taniec dowolny
Zdobywcy małych medali za drugi segment zawodów tj. program/taniec dowolny:	
| Konkurencja   | Złoto                                   | Srebro                            | Brąz                        |
| Soliści       | Shōma Uno                               | Yuma Kagiyama                     | Camden Pulkinen             |
| Solistki      | Kaori Sakamoto                          | Loena Hendrickx                   | Alysa Liu                   |
| Pary sportowe | Alexa Knierim / Brandon Frazier         | Vanessa James / Eric Radford      | Riku Miura / Ryuichi Kihara |
| Pary taneczne | Gabriella Papadakis / Guillaume Cizeron | Madison Hubbell / Zachary Donohue | Madison Chock / Evan Bates  |

### Program krótki/taniec rytmiczny
Zdobywcy małych medali za pierwszy segment zawodów tj. program krótki lub taniec rytmiczny:	
| Konkurencja   | Złoto                                   | Srebro                              | Brąz                        |
| Soliści       | Shōma Uno                               | Yuma Kagiyama                       | Kazuki Tomono               |
| Solistki      | Kaori Sakamoto                          | Loena Hendrickx                     | Mariah Bell                 |
| Pary sportowe | Alexa Knierim / Brandon Frazier         | Ashley Cain-Gribble / Timothy LeDuc | Riku Miura / Ryuichi Kihara |
| Pary taneczne | Gabriella Papadakis / Guillaume Cizeron | Madison Hubbell / Zachary Donohue   | Madison Chock / Evan Bates  |